# Emidio Morganti
Emidio Morganti (Ascoli Piceno, 23 luglio 1966) è un ex arbitro di calcio e dirigente arbitrale italiano.

## Carriera
Nel 1997 venne promosso alla CAN di Serie C per decisione del dirigente arbitrale Pietro D'Elia e, dopo 3 stagioni e 30 presenze in Serie C1 (compresa una gara di play-out), a cui si aggiunse la finale dei play-off di Serie C2 del 2000 Alessandria-Prato, nel 2000 fu gratificato con la promozione alla CAN A e B, per scelta dell'allora designatore Maurizio Mattei.
Debuttò in Serie A nel 2001, in occasione della partita Lecce-Fiorentina e l'alto rendimento espresso lo portò a sfiorare, nel 2006, la nomina ad arbitro internazionale, per la quale gli viene preferito il collega Tiziano Pieri.
Nell'estate 2006 il suo nome comparve nelle intercettazioni dell'inchiesta denominata Calciopoli per alcune telefonate intercorse col dirigente milanista - poi squalificato - Leonardo Meani (in particolare, le conversazioni riguardavano la volontà di Morganti di acquistare dei biglietti per delle partite, dopo pagamento in denaro). Dapprima Morganti venne sospeso per qualche mese in via cautelare dall'AIA, poi fu scagionato da ogni tipo di accusa in sede disciplinare.

Tornato sui campi, ha arbitrato regolarmente in Serie A, categoria in cui ha totalizzato, al termine della stagione 2010-2011, 132 presenze, tra cui numerose "classiche" del campionato italiano come 2 derby di Milano, 3 derby di Roma, 1 Milan-Juventus, 1 Juventus-Roma, 2 Milan-Roma, 2 Roma-Inter, 2 derby della Lanterna, e gli spareggi-promozione della serie B 2008 (AlbinoLeffe-Lecce) e 2009 (Livorno-Brescia); il 17 maggio 2007 diresse la finale di ritorno di Coppa Italia Inter-Roma.
Il 4 marzo 2008 viene chiamato a dirigere la finale del torneo "Beppe Viola" di Arco.

Il 24 maggio 2008, a coronamento di un campionato con un altissimo livello di rendimento, viene designato per la finale di Coppa Italia allo Stadio Olimpico di Roma tra Roma ed Inter, partita tornata a disputarsi con gara unica.
In chiusura della stagione agonistica 2007-2008 viene insignito con il prestigioso "Premio Giovanni Mauro", destinato all'arbitro CAN particolarmente distintosi.
Nell'agosto 2009, in apertura di stagione, riceve un'importante designazione (che gli mancava) per la finale di Supercoppa italiana, in programma in Cina, a Pechino, tra Inter e Lazio.
Pur non essendo internazionale, nella stagione 2009-2010 viene designato in più di un'occasione come arbitro addizionale (il cosiddetto arbitro di porta), nelle partite della fase a gironi dell'Europa League, le quali prevedono questo esperimento con due ufficiali di gara sistemati dietro le porte per verificare meglio eventuali situazioni dubbie proprio in area di rigore.
Il 16 maggio 2010 dirige Siena-Inter 0-1, partita dell'ultima giornata di campionato che sancisce il diciottesimo scudetto dei nerazzurri.
Nel luglio 2010 avrebbe dovuto terminare la propria esperienza alla CAN, avendo raggiunto il decimo e ultimo anno di permanenza possibile per coloro che non diventano internazionali, ma per essersi distinto nel corso della stagione gli viene concessa la deroga di un ulteriore anno; contestualmente, con la scissione della C.A.N. A-B in C.A.N. A e C.A.N. B, viene inserito nell'organico della C.A.N. A.
Il 24 gennaio 2011 riceve il premio di migliore arbitro AIC dell'anno 2010, avendo la meglio sugli altri due colleghi in nomination Tagliavento e Rizzoli.
Il 7 maggio 2011 dirige Roma-Milan 0-0, partita della terzultima giornata di campionato che sancisce il diciottesimo scudetto dei rossoneri.
Il 29 maggio 2011 dirige la sua terza finale di Coppa Italia in carriera, dispuitatasi a Roma tra Inter e Palermo.
Il 30 giugno 2011 viene dismesso per limiti di età dalla CAN A, e pochi giorni dopo viene eletto come componente della commissione CAN B per la stagione 2011-2012, prendendo il posto di Domenico Messina (il quale a sua volta ne diventa responsabile), dopo l'addio di Roberto Rosetti. Per le due stagioni successive, 2012-2013 e 2013-2014, gli viene riconfermato l'incarico.
Per la stagione 2014-2015 viene nominato membro della commissione CAN A con Domenico Messina responsabile, carica confermata nelle due stagioni successive.
Il 4 luglio 2017 si apprende della sua nomina a commissario della CAN B. L'ascolano va a sostituire Stefano Farina, venuto a mancare pochi mesi prima. Carica confermata per il 2018-19 e a seguire 2019-2020.